# Arash Hejazi
Arash Hejazi (en persan : آرش حجازی), né en 1971 à Téhéran, est un médecin, auteur et traducteur iranien. Il est traducteur d‘ouvrages anglais et portugais en persan.  Il a entre autres traduit les ouvrages de Paulo Coelho en persan. Il est devenu mondialement connu à la suite de son interview sur la mort de Neda Agha-Soltan dans la BBC.

## Publications

### Romans
- The Grief of The Moon, novel, Teheran, 1994.
- The Princess of the Land of Eternity, novel, Caravan Books Publishing House, Teheran, 2004.
- The Cave, Short story, Jashne Ketab Literary Magazine, 2003.
- The Dark Hate, Short Story, Book Fiesta Magazine, 2007.

### Essais
- The influences of storytelling on children's anxiety disorders, Iran University of Medical Sciences.
- "Important Factors on Determining the Print Run for Books", Publishing Industry, Tehran's Union of Publishers and Booksellers Magazine.
- "Last Call for a New Blood: the disinterest of UK and US publishers towards books in translation and its implications", Oxford Brookes University, International Centre of Publishing Studies

### Traductions
Il a traduit les œuvres de Paulo Coelho, Milan Kundera, Lord Dunsany, en langue persane.